# 陆治国
陆治国（1910年—1993年），男，直隶（今河北）安平人，中华人民共和国政治人物，曾任河北省高级人民法院院长，河北省政协副主席。